# Panty Raid
 Panty Raid è l'ottavo album della band statunitense pop punk/rapcore Zebrahead, pubblicato in Giappone il 4 novembre 2009, e in tutto il mondo l'8 dicembre 2009.
L'album è fatto interamente di cover di artisti pop femminili, comprese Avril Lavigne, Christina Aguilera, Gwen Stefani e altre ancora. La tracklist, la copertina dell'album e la data di lancio sono stati confermati sul blog della band il 1º settembre 2009.
Il primo singolo dell'album è una cover di "Girlfriend" di Avril Lavigne pubblicato il 20 settembre 2009, con una parodia del videoclip di Avril Lavigne.

## Tracce
1. Survivor (Destiny's Child) - 3:25
2. Girls Just Want to Have Fun (Cyndi Lauper) - 2:05
3. Underneath It All (No Doubt) - 3:13
4. Trouble (Shampoo) - 2:28
5. London Bridge (Fergie) - 2:25
6. Beautiful (Christina Aguilera) - 3:04
7. Girlfriend (Avril Lavigne) - 3:05
8. Sweet Escape (Gwen Stefani) - 2:52
9. (Introduction) - 0:15
10. Jenny From The Block (Jennifer Lopez) - 2:39
11. Rehab (Amy Winehouse) - 3:08
12. Spice Up Your Life (Spice Girls) - 2:26
13. Introduction - 0:11
14. Oops!... I Did It Again (Britney Spears) - 2:10
15. Get The Party Started (Pink (cantante)) - 2:24
16. Mickey (Toni Basil) - 2:45
17. All I Want For Christmas Is You (Mariah Carey) (traccia bonus per il Giappone) - 2:55

## Formazione
- Matty Lewis – voce e chitarra
- Ali Tabatabaee – voce
- Greg Bergdorf – chitarra
- Ben Osmundson – basso
- Ed Udhus – batteria